# Времена года (фильм, 2006)
«Времена года» (тур. İklimler) — кинофильм режиссёра Нури Бильге Джейлана 2006 года.
Главных героев фильма сыграли режиссёр Нури Бильге Джейлан и его жена Эбру Джейлан.

## Сюжет
Иса (Нури Бильге Джейлан) и Бахар (Эбру Джейлан) проводят выходные на средиземноморском побережье, в Каше. Кроме того, Иса занят фотосъёмкой античных развалин, необходимой для его работы преподавателя. Отношения между Исой и Бахар ухудшаются, и Иса предлагает сделать в них перерыв.
По возвращении в Стамбул Иса наведывается к Сереп (Назан Кырылмыш), измена с которой возможно и стала причиной его разлада с Бахар.

## В ролях
- Эбру Джейлан — Бахар
- Нури Бильге Джейлан — Иса
- Назан Кырылмыш — Серап
- Мехмет Эрйилмаз — Мехмет
- Ариф Ашчи — Ариф
- Джан Озбатур — Гювен

## Место и время действия
Действия фильма происходит в трёх различных местах и временах года: летом в Каше (одной из самых южных точек Турции), осенью в Стамбуле и в заснеженном Догубаязите.
Съёмки фильма начались 1 октября 2004 года и завершились 11 марта 2005 года при 70 фактических съёмочных днях.

## Награды и номинации
Премьера фильма состоялась 21 мая 2006 года в рамках основного конкурса 59-го Каннского кинофестиваля, на котором спустя неделю «Времена года» получили Приз ФИПРЕССИ.